# Paolo Cozzi
Paolo Cozzi (ur. 26 maja 1980 w Mediolanie) – włoski siatkarz, reprezentant kraju, gra na pozycji środkowego. Mierzy 200 cm. Wicemistrz olimpijski z 2004 r. z Aten. Obecnie występuje w Serie A, w drużynie Energy Resources San Giustino.
27 września 2004 r. w Rzymie został odznaczony Orderem Zasługi Republiki Włoskiej.

## Sukcesy
- Mistrzostwo Europy: 2003, 2005
- Wicemistrzostwo Olimpijskie: 2004
- Puchar CEV: 2004
- Puchar Włoch: 2006
- Srebrny medal Ligi Mistrzów: 2008
- Wicemistrzostwo Włoch: 2008

## Odznaczenia
- odznaczony Orderem Zasługi Republiki Włoskiej (Rzym, 27 września 2004 r.)